# ありそドーム
ありそドームは、富山県魚津市北鬼江にあるスポーツ施設である。正式名称は「魚津テクノスポーツドーム」。スポーツ行事だけではなく、様々なイベントにも対応できる。総工費は約64億円。

## 沿革
1996年（平成8年）4月11日に着工し、1998年（平成10年）7月6日竣工オープン。ドームの屋根の形は波を、展望塔は蜃気楼をイメージしており、「海に開かれた魚津」を表現している。
2006年（平成18年）より、魚津市スポーツ協会が指定管理者となっている。
2021年（令和3年）12月から2022年（令和4年）3月まで、アリーナの床の張替えと照明のLEDへの交換が実施され、2022年4月1日に利用が再開された。
2025年（令和7年）8月1日には、当施設の敷地内（旧第一駐車場）にて、とびUO!プールがオープン予定。
現在バレーボール、SVリーグ女子・KUROBEアクアフェアリーズ富山のホームアリーナの一つである。

## 主な施設
- アリーナ
  - 床面積: 2,417m2（60m×40m、バスケットボール・バレーボール 3面、バドミントン 12面 等）
  - 高さ: 20m
  - 観客席: 最大 5,500人（仮設席含む）
    - 固定席: 2,141人
    - 可動席: 1,720人

  - ランニングコース: 1周 220m
  - 選手控室、更衣室、シャワー室
- スタジオ
  - 床面積: 90m2
- トレーニングルーム
- 産業展示ホール（ウォーミングアップ場）
  - 床面積: 656m2（41m×14m、バドミントン、卓球が可能 等）
- アトリウム
- 地場産品常設展示場
  - 魚津市で毎年8月の第1金曜・土曜日の2日間行われる、ユネスコの無形文化遺産登録・国の重要無形民俗文化財指定されている「たてもん祭り」の山車「たてもん」（一回り小型で提灯60張り）を常設展示している。
- 研修室・主催者室: 全3室
- 展望塔（交流学習室）
  - 高さ46m、展望37m[4]、海抜53m: 魚津市街地、日本海（富山湾）、立山連峰、能登半島が一望できる
- 軽食喫茶室
- 駐車場: 440台

## 主なイベント
過去のものも含む
- SVリーグ女子・KUROBEアクアフェアリーズ富山主催試合
- ボリショイサーカス
- 魚津産業フェア（○○（まるまる）魚津）
- 2000年とやま国体（バレーボール競技）
- 1998年バレーボール世界選手権　Pool F[3]
- 大相撲魚津場所（地方巡業）[3]
- NHKラジオ体操
- Bリーグ富山グラウジーズ主催試合
- プロボクシング興行（カシミボクシングジムなど）

## アクセス
- 鉄道：あいの風とやま鉄道 魚津駅より徒歩9分。富山地方鉄道本線新魚津駅より徒歩約7分。
- 道路：北陸自動車道魚津インターチェンジより車で約12分